# Teresa Machado
Teresa Machado (Gafanha da Nazaré, 1969. július 22. – 2020. február 28.) portugál atléta, diszkoszvető, súlylökő, olimpikon.

## Pályafutása
Diszkoszvetésben és súlylökésben versenyzett. Négy olimpián vett részt diszkoszvetőként. 1992-ben a 21., 1996-ban a 10., 2000-ben a 11., 2004-ben a 23. helyen végzett.
Személyes csúcsa 65,40 méter volt, melyet 1998 májusában São Jacintóban ért el.